# 탁발씨
탁발씨(중국어 정체자: 拓跋氏, 병음: Tuòbá)는 삼국 시대와 진나라 시기 선비족의 지파인 탁발선비의 성씨로서, 이들은 후에 북위를 건립하였다. 북위의 효문제가 한화정책을 시행하고 나서 탁발씨를 원(元)씨로 바꾸었다.

## 북위 건립 이전의 탁발씨 지도자 목록
탁발부의 탁발역미가 261년의 기록에 처음으로 등장한다.
3세기 중엽 탁발부는 내몽골의 바옌타라(巴彦塔拉) 지방에서 세력을 넓혔으나, 4세기 초 이들의 세력을 이용하여 북변의 보위(保衛)를 도모하려는 서진으로부터 병주 북쪽의 땅을 얻음으로써, 그곳에서 세력을 신장하였다.
315년, 오호십육국 시대에 탁발부의 수장인 탁발의로는 서진의 관작을 받고 대왕으로 봉해졌다.
| 묘호 | 시호       | 원래 이름              | 통치 기간                 | 연호와 연호의 사용 시기 |
| ---- | ---------- | ---------------------- | ------------------------- | ----------------------- |
| 시조 | 신원(神元) | 탁발역미(拓跋力微)     | 219년~277년               | 없음                    |
| 없음 | 장(章)     | 탁발실록(拓跋悉鹿)     | 277년~286년               | 없음                    |
| 없음 | 평(平)     | 탁발작(拓跋綽)         | 286년~293년               | 없음                    |
| 없음 | 사(思)     | 탁발불(拓跋弗)         | 293년~294년               | 없음                    |
| 없음 | 소(昭)     | 탁발녹관(拓跋祿官)     | 294년~307년               | 없음                    |
| 없음 | 환(桓)     | 탁발의이(拓跋猗㐌)     | 295년~305년               | 없음                    |
| 없음 | 목(穆)     | 탁발의로(拓跋猗盧)     | 295년~316년               | 없음                    |
| 없음 | 없음       | 탁발보근(拓跋普根)     | 316년                     | 없음                    |
| 없음 | 없음       | 알 수 없음             | 316년                     | 없음                    |
| 없음 | 평문(平文) | 탁발울률(拓跋鬱律)     | 316년~321년               | 없음                    |
| 없음 | 혜(惠)     | 탁발하녹(拓跋賀傉)     | 321년~325년               | 없음                    |
| 없음 | 양(煬)     | 탁발흘나(拓跋紇那)     | 325년~329년과 335년~337년 | 없음                    |
| 없음 | 열(烈)     | 탁발예궤(拓跋翳槐)     | 329년~335년과 337년~338년 | 없음                    |
| 없음 | 소성(昭成) | 탁발십익건(拓跋什翼犍) | 338년~376년               | 건국(建國) 338년~376년  |

## 독발부
독발부는 탁발씨(拓跋氏)에서 갈라져 나온 선비족의 일파이다. 독발부가 세운 남량과 탁발부의 북위를 가리켜 탁발량국(拓跋涼國)이라고도 칭한다.

## 탁발역미 이전의 계보
- 탁발모(拓跋毛)
- 탁발대(拓跋貸)
- 탁발관(拓跋觀)
- 탁발루(拓跋樓)
- 탁발월(拓跋越)
- 탁발추인(拓跋推寅)
- 탁발리(拓跋利)
- 탁발사(拓跋俟)
- 탁발사(拓跋肆)
- 탁발기(拓跋機)
- 탁발개(拓跋蓋)
- 탁발쾌(拓跋儈)
- 탁발린(拓跋鄰)
- 탁발힐분(拓跋詰汾)

## 북위의 역대황제
| 묘호                                        | 시호                                     | 성명                         | 연호                       | 사용기간    |
| ------------------------------------------- | ---------------------------------------- | ---------------------------- | -------------------------- | ----------- |
| —                                           | 헌명제 (獻明帝) <태조 추숭>              | 탁발식(拓跋寔)               | —                          | —           |
| 북위 태조 (北魏 太祖) 본래 묘호는 열조烈祖) | 도무제 (道武帝) (첫 시호는 선무제宣武帝) | 탁발규(拓跋珪)               | 등국(登國)                 | 386년—396년 |
| 북위 태조 (北魏 太祖) 본래 묘호는 열조烈祖) | 도무제 (道武帝) (첫 시호는 선무제宣武帝) | 탁발규(拓跋珪)               | 황시(皇始)                 | 396년—398년 |
| 북위 태조 (北魏 太祖) 본래 묘호는 열조烈祖) | 도무제 (道武帝) (첫 시호는 선무제宣武帝) | 탁발규(拓跋珪)               | 천흥(天興)                 | 398년—404년 |
| 북위 태조 (北魏 太祖) 본래 묘호는 열조烈祖) | 도무제 (道武帝) (첫 시호는 선무제宣武帝) | 탁발규(拓跋珪)               | 천사(天賜)                 | 404년—409년 |
| 북위 태종 (北魏 太宗)                       | 명원제 (明元帝)                          | 탁발사(拓跋嗣)               | 영흥(永興)                 | 409년—413년 |
| 북위 태종 (北魏 太宗)                       | 명원제 (明元帝)                          | 탁발사(拓跋嗣)               | 신서(神瑞)                 | 414년—416년 |
| 북위 태종 (北魏 太宗)                       | 명원제 (明元帝)                          | 탁발사(拓跋嗣)               | 태상(泰常)                 | 416년—423년 |
| 북위 세조 (北魏 世祖)                       | 태무제 (太武帝)                          | 탁발도(拓跋燾)               | 시광(始光)                 | 424년—428년 |
| 북위 세조 (北魏 世祖)                       | 태무제 (太武帝)                          | 탁발도(拓跋燾)               | 신가(神麚)                 | 428년—431년 |
| 북위 세조 (北魏 世祖)                       | 태무제 (太武帝)                          | 탁발도(拓跋燾)               | 연화(延和)                 | 432년—434년 |
| 북위 세조 (北魏 世祖)                       | 태무제 (太武帝)                          | 탁발도(拓跋燾)               | 태연(太延)                 | 435년—440년 |
| 북위 세조 (北魏 世祖)                       | 태무제 (太武帝)                          | 탁발도(拓跋燾)               | 태평진군(太平眞君)         | 440년—451년 |
| 북위 세조 (北魏 世祖)                       | 태무제 (太武帝)                          | 탁발도(拓跋燾)               | 정평(正平)                 | 451년—452년 |
| —                                           | 남안경수왕 (南安敬壽王)                  | 탁발여(拓跋余)               | 승평 혹은 영평(承平, 永平) | 452년       |
| 북위 공종 (北魏 恭宗) <고종 추숭>           | 경목제 (景穆帝)                          | 탁발황(拓跋晃)               | —                          | —           |
| 북위 고종 (北魏 高宗)                       | 문성제 (文成帝)                          | 탁발준(拓跋濬)               | 흥안(興安)                 | 452년—454년 |
| 북위 고종 (北魏 高宗)                       | 문성제 (文成帝)                          | 탁발준(拓跋濬)               | 흥광(興光)                 | 454년—455년 |
| 북위 고종 (北魏 高宗)                       | 문성제 (文成帝)                          | 탁발준(拓跋濬)               | 태안(太安)                 | 455년—459년 |
| 북위 고종 (北魏 高宗)                       | 문성제 (文成帝)                          | 탁발준(拓跋濬)               | 화평(和平)                 | 460년—465년 |
| 북위 현조 (北魏 顯祖)                       | 헌문제 (献文帝)                          | 탁발홍(拓跋弘)               | 천안(天安)                 | 466년—467년 |
| 북위 현조 (北魏 顯祖)                       | 헌문제 (献文帝)                          | 탁발홍(拓跋弘)               | 황흥(皇興)                 | 467년—471년 |
| 북위 고조 (北魏 高祖)                       | 효문제 (孝文帝)                          | 원굉(元宏)[1] 탁발굉(拓跋宏) | 연흥(延興)                 | 471년—476년 |
| 북위 고조 (北魏 高祖)                       | 효문제 (孝文帝)                          | 원굉(元宏)[1] 탁발굉(拓跋宏) | 승명(承明)                 | 476년       |
| 북위 고조 (北魏 高祖)                       | 효문제 (孝文帝)                          | 원굉(元宏)[1] 탁발굉(拓跋宏) | 태화(太和)                 | 477년—499년 |
| 북위 세종 (北魏世宗)                        | 선무제 (宣武帝)                          | 원각(元恪)                   | 경명(景明)                 | 500년—503년 |
| 북위 세종 (北魏世宗)                        | 선무제 (宣武帝)                          | 원각(元恪)                   | 정시(正始)                 | 504년—508년 |
| 북위 세종 (北魏世宗)                        | 선무제 (宣武帝)                          | 원각(元恪)                   | 영평(永平)                 | 508년—512년 |
| 북위 세종 (北魏世宗)                        | 선무제 (宣武帝)                          | 원각(元恪)                   | 연창(延昌)                 | 512년—515년 |
| 북위 숙종 (北魏 肅宗)                       | 효명제 (孝明帝)                          | 원후(元詡)                   | 희평(熙平)                 | 516년—518년 |
| 북위 숙종 (北魏 肅宗)                       | 효명제 (孝明帝)                          | 원후(元詡)                   | 신귀(神龜)                 | 518년—520년 |
| 북위 숙종 (北魏 肅宗)                       | 효명제 (孝明帝)                          | 원후(元詡)                   | 정광(正光)                 | 520년—525년 |
| 북위 숙종 (北魏 肅宗)                       | 효명제 (孝明帝)                          | 원후(元詡)                   | 효창(孝昌)                 | 525년—527년 |
| 북위 숙종 (北魏 肅宗)                       | 효명제 (孝明帝)                          | 원후(元詡)                   | 무태(武泰)                 | 528년       |
| —                                           | 경애공주 (敬哀公主)                      | 원씨                         | -                          | 528년       |
| —                                           | 소공제 (少恭帝)                          | 원조(元釗)                   | 건의(建義)                 | 528년       |
| 북위 숙조 (北魏 肅祖) <경종 추숭>           | 문목제 (文穆帝)                          | 원협(元勰)                   | —                          | —           |
| —                                           | 효선제 (孝宣帝) <경종 추숭>              | 원소(元劭)                   | —                          | —           |
| 북위 경종 (北魏 敬宗)                       | 효장제(孝莊帝) (첫 시호는 무회제武懷帝)  | 원자유(元子攸)               | 건의(建義)[2]              | 528년       |
| 북위 경종 (北魏 敬宗)                       | 효장제(孝莊帝) (첫 시호는 무회제武懷帝)  | 원자유(元子攸)               | 영안(永安)                 | 528년-530년 |
| —                                           | 현문제 (顯文帝)                          | 원호(元顥)                   | 효기(孝基)                 | 529년       |
| —                                           | 현문제 (顯文帝)                          | 원호(元顥)                   | 건무(建武)                 | 529년       |
| —                                           | 장광경왕 (長廣敬王)                      | 원엽(元曄)                   | 건명(建明)                 | 530년-531년 |
| —                                           | 순제 (順帝)                              | 원열(元悅)                   | 경흥(更興)                 | 530년       |
| —                                           | 절민제 (節閔帝)                          | 원공(元恭)[3]                | 진태(普泰)                 | 531년-532년 |
| —                                           | 안정순문왕 (安定順文王)                  | 원랑(元朗)[4]                | 중흥(中興)                 | 531년-532년 |
| —                                           | 무목제 (武穆帝) <효무제 추숭>            | 원회(元懷)                   | —                          | —           |
| —                                           | 효무제(孝武帝) 출제(出帝)                | 원수(元脩)[5]                |                            |             |
| —                                           | 효무제(孝武帝) 출제(出帝)                | 원수(元脩)[5]                | 태창(太昌)                 | 532년       |
| —                                           | 효무제(孝武帝) 출제(出帝)                | 원수(元脩)[5]                | 영흥(永興)                 | 532년       |
| —                                           | 효무제(孝武帝) 출제(出帝)                | 원수(元脩)[5]                | 영희(永熙)                 | 532년-534년 |

1. 효문제의 명령하에 국성을 고쳐 탁발씨를 원씨로 변경하였다. 표에서도 효문제 이후 일률적으로 원씨 성을 사용하였다.
2. 효장제 등극 후 개원하지 않았다.
3. 《위서》가 편찬되기 전에 폐위，《북사》, 《북제서》에서 절민제로 기록되었다.
4. 《위서》가 편찬된 이후 폐위.
5. 《위서》쓴 후 출제，《북사》, 《북제서》에서 효무제로 기록되었다.

## 같이 보기
- 중국의 역사
- 진 (위진)
- 거란
- 중국의 이민족